# Adontomerus crassipes
Adontomerus crassipes är en stekelart som först beskrevs av Boucek 1982.  Adontomerus crassipes ingår i släktet Adontomerus och familjen gallglanssteklar. Inga underarter finns listade i Catalogue of Life.